# John Craige
John Houston Craige (ur. 24 lipca 1886 w Filadelfii, zm. 14 sierpnia 1954 tamże) – amerykański zapaśnik walczący w stylu wolnym. Olimpijczyk z Londynu 1908, gdzie zajął piąte miejsce w wadze średniej.
Zawodnik University of Pennsylvania.

## Letnie Igrzyska Olimpijskie 1908
| Konkurencja      | Rundy eliminacyjne     | Klas. końcowa |
| Konkurencja      | I runda                | Miejsce       |
| ---------------- | ---------------------- | ------------- |
| 73 kg styl wolny | Carl Andersson (SWE) P | 5.            |